# Acraea bendis
Acraea bendis är en fjärilsart som beskrevs av Jacob Hübner 1816. Acraea bendis ingår i släktet Acraea och familjen praktfjärilar. Inga underarter finns listade i Catalogue of Life.